# Dance Dance Danseur
Dance Dance Danseur (ダンス・ダンス・ダンスール Dansu Dansu Dansūru?) es una serie de manga japonés escrita e ilustrada por George Asakura. Ha sido serializado en la revista de manga Big Comic Spirits de Shōgakukan desde el 14 de septiembre de 2015, y hasta el momento ha sido compilada en treinta volúmenes tankōbon. Una adaptación de la serie a anime producido por el estudio MAPPA está programada para estrenarse en el bloque Super Animeism de MBS en abril de 2022.

## Personajes
Junpei Murao (村尾 潤平 Murao Junpei?)
 Seiyū: Daiki Yamashita, Juan Carlos Revelo (español latino)
Protagonista de la serie. Al principio nos muestra su gran pasión por el ballet pero debido a la muerte repentina de su padre se obliga así mismo a dejar el ballet y encontrar un deporte más " varonil". En secundaria conoce a Miyako, la cual lo anima a entrar en las clases de su madre debido a que lo ha visto realizando un paso de bailet en su clase diciendo que era una patada voladora. Este pensando que está enamorada de él la sigue al estudio de su madre.Al principio, tiene algo de rechazo debido a su trauma pero poco a poco va entrando e  una espiral de emoción que lo va enganchando al ballet.
Ruō Mori (森 流鶯 Mori Ruō?)
 Seiyū: Koki Uchiyama, Víctor Kuri (español latino)
Miyako Godai (五代 都 Godai Miyako?)
 Seiyū: Kaede Hondo, Mónica Moreno (español latino)
Misaki Yasuda (安田 海咲 Yasuda Misaki?)
 Seiyū: Kōhei Amasaki, Ángel Rodríguez (español latino)
Yamato Takura (田倉 大和 Takura Yamato?)
 Seiyū: Koutaro Nishiyama, Roberto Villavicencio (español latino)
Natsuki Oikawa (生川 夏姫 Oikawa Natsuki?)
 Seiyū: Misato Fukuen, Miriam Aceves (español latino)
Kotobuki Himenokōji (姫乃小路 寿 Himenokōji Kotobuki?)
 Seiyū: Jun Inoue

## Media

### Manga
Dance Dance Danseur está escrito e ilustrado por George Asakura. La serie comenzó en la revista de manga Big Comic Spirits de Shōgakukan el 14 de septiembre de 2015. Shōgakukan publicó el primer volumen el 12 de febrero de 2016, y ha recopilado sus capítulos en 30 volúmenes tankōbon hasta el momento.
| Volúmenes de manga publicados | Volúmenes de manga publicados | Volúmenes de manga publicados |
| Número                        | Fecha de publicación          | ISBN                          |
| ----------------------------- | ----------------------------- | ----------------------------- |
| 1                             | 12 de febrero de 2016         | ISBN 978-4-09-187449-8        |
| 2                             | 12 de mayo de 2016            | ISBN 978-4-09-187607-2        |
| 3                             | 12 de septiembre de 2016      | ISBN 978-4-09-187775-8        |
| 4                             | 12 de diciembre de 2016       | ISBN 978-4-09-189331-4        |
| 5                             | 12 de abril de 2017           | ISBN 978-4-09-189435-9        |
| 6                             | 12 de julio de 2017           | ISBN 978-4-09-189632-2        |
| 7                             | 12 de octubre de 2017         | ISBN 978-4-09-189658-2        |
| 8                             | 12 de enero de 2018           | ISBN 978-4-09-189777-0        |
| 9                             | 12 de abril de 2018           | ISBN 978-4-09-189855-5        |
| 10                            | 9 de agosto de 2018           | ISBN 978-4-09-860002-1        |
| 11                            | 9 de noviembre de 2018        | ISBN 978-4-09-860182-0        |
| 12                            | 12 de febrero de 2019         | ISBN 978-4-09-860216-2        |
| 13                            | 10 de mayo de 2019            | ISBN 978-4-09-860281-0        |
| 14                            | 9 de agosto de 2019           | ISBN 978-4-09-860377-0        |
| 15                            | 12 de diciembre de 2019       | ISBN 978-4-09-860458-6        |
| 16                            | 12 de marzo de 2020           | ISBN 978-4-09-8605613-        |
| 17                            | 11 de junio de 2020           | ISBN 978-4-09-860631-3        |
| 18                            | 12 de octubre de 2020         | ISBN 978-4-09-860748-8        |
| 19                            | 12 de enero de 2021           | ISBN 978-4-09-860805-8        |
| 20                            | 12 de abril de 2021           | ISBN 978-4-09-861076-1        |
| 21                            | 10 de septiembre de 2021      | ISBN 978-4-09-861121-8        |
| 22                            | 28 de diciembre de 2021       | ISBN 978-4-09-861207-9        |
| 23                            | 30 de marzo de 2022           | ISBN 978-4-09-861261-1        |
| 24                            | 30 de agosto de 2022          | ISBN 978-4-09-861395-3        |
| 25                            | 12 de abril de 2023           | ISBN 978-4-09-861500-1        |
| 26                            | 9 de agosto de 2023           | ISBN 978-4-09-862539-0        |
| 27                            | 12 de diciembre de 2023       | ISBN 978-4-09-862615-1        |
| 28                            | 11 de abril de 2024           | ISBN 978-4-09-862688-5        |
| 29                            | 12 de noviembre de 2024       | ISBN 978-4-09-863028-8        |
| 30                            | 12 de mayo de 2025            | ISBN 978-4-09-863416-3        |

### Anime
En abril de 2021, se anunció que Dance Dance Danseur recibirá una adaptación a serie de televisión de anime. La serie es producida por el estudio MAPPA y dirigida por Munehisa Sakai, con Yoshimi Narita escribiendo los guiones de la serie, Hitomi Hasegawa diseñando los personajes y MICHIRU componiendo la música. Se estrenó en abril de 2022 en el bloque Super Animeism en MBS, TBS y otros canales. Disney+ adquirió los derechos exclusivos de transmisión de la serie bajo la marca "Star" en Japón. Crunchyroll obtuvo la licencia de la serie fuera de Asia.
El 11 de abril de 2022, Crunchyroll anunció que la serie recibiría un doblaje tanto en portugués como en español, que se estrenaría el 29 de abril del mismo año.

## Recepción
Dance Dance Danseur fue una de las obras recomendadas por el jurado en el 23.º Festival de arte de Japón en 2020.

## Otras lecturas
- «うたパス Presents あの人と音楽談 Vol. 9 ジョージ朝倉». Natalie (en japonés). Natasha, Inc. 30 de septiembre de 2016.